# جانيت تي. ميلس
جانيت تي. ميلس (بالإنجليزية: Janet Trafton Mills )‏ (و. 1947  م) هي محامية، وسياسية أمريكية، الحزب الديمقراطي الأمريكي.

## مناصب
تولت منصب عضو مجلس ولاية مين
- حاكم مين  [لغات أخرى]‏.

## التعليم
تعلمت في جامعة ماساتشوستس في بوسطن.